# Хотивари, Леван Иосифович
Леван Иосифович Хотивари (груз. ლევან იოსების ძე ხოტივარი; 4 января 1902, Кутаиси, Кутаисская губерния, Российская Империя — 13 декабря 1980, Тбилиси, Грузинская ССР, СССР) — советский и грузинский киноактёр, кинорежиссёр и сценарист. Народный артист Грузинской ССР (1980).

## Биография
Родился 4 января 1902 года в Кутаиси, Кутаисская губерния.
Окончил Кутаисскую классическую гимназию в 1921 году. В 1923—1925 годах учился в основанной Народным комиссариатом образования студии киноактёра. С 1924 года начал сниматься в кино; сыграл более десяти ролей.
Леван Хотивари начал работать ассистентом режиссёра в 1944 году. Как режиссёр-постановщик дебютировал в 1954 году, снимал преимущественно комедии.
Член КПСС с 1947 года.
Умер 13 декабря 1980 года в Тбилиси. Похоронен на Сабурталинском кладбище.

## Награды
- 1980 — Народный артист Грузинской ССР.

## Фильмография

### Актёр
- 1924 — Пропавшие сокровища
- 1925 — Кошмары прошлого
- 1925 — Ценою тысяч — эпизод
- 1926 — Ханума
- 1928 — Джанки
- 1928 — Молодость побеждает
- 1932 — Мзаго и Гела — Гела
- 1934 — До скорого свидания! — князь Тенгиз, сын Давида
- 1934 — Последний маскарад
- 1936 — Крылатый маляр
- 1937 — Золотистая долина — Тэдо, председатель колхоза
- 1939 — Родина — Арчил
- 1940 — Дружба — Аристо, секретарь парткома
- 1941 — Сабухи — Орбелиани

### Режиссёр
- 1954 — Стрекоза
- 1958 — Я скажу правду
- 1959 — Случай на плотине
- 1961 — Жених без диплома
- 1968 — Тариэл Голуа
- 1973 — Весёлый роман
- 1975 — Чирики и Чикотела (в киноальманахе «Незваные гости»